# Djeca
Djeca, enfants de Sarajevo (Djeca) est un film bosnien réalisé par Aida Begić et sorti en 2012.

## Synopsis
Sarajevo (Bosnie-Herzégovine). Orpheline de guerre, Rahima, employée de restaurant, doit élever seule son jeune frère Nedim. Or, celui-ci est un élève indiscipliné et bagarreur, impliqué dans divers trafics. Au cours d'une rixe, il brise le portable d'un de ses collègues de classe, fils d'un personnage influent de la vie politique. Rahima se trouve contrainte de dédommager le père de la victime.

## Fiche technique
- Titre du film : Djeca, enfants de Sarajevo
- Titre original : Djeca
- Réalisation et scénario : Aida Begić
- Photographie : Erol Zubčević - Couleurs
- Son : Igor Čamo
- Montage : Miralem Zubčević
- Production : Film House Sarajevo, Rohfilm, Les Films de l'Après-Midi, Kaplan Film
- Pays d'origine :  Bosnie-Herzégovine,  Allemagne,  France,  Turquie
- Dates de sortie : mai 2012 au Festival de Cannes ; 20 mars 2013 en France
- Durée : 90 minutes

## Distribution
- Marija Pikić : Rahima
- Ismir Gagula : Nedim
- Bojan Navojec : Davor
- Sanela Pepeljak : Vedrana
- Mario Knezović : Dino

## Distinctions
- Mention spéciale du Jury dans la section Un Certain regard au Festival de Cannes 2012

## Commentaire
« L'entêtant parcours du combattant de Rahima, punk repentie qui a pris le voile, brosse un portrait de résilience pris dans un autre, celui de Sarajevo, ville fantôme. » « Ciel lourd, ruelles délabrées, parkings glauques, arrière-salles anonymes : Aida Begić maintient le spectateur dans une atmosphère urbaine et stressante. [...] Elle dépeint une société inégalitaire, sans repères moraux, où la délinquance apparaît pour beaucoup comme la voie la plus rapide vers le confort matériel. » La réalisatrice « opte pour la caméra portée et suit son interprète de très près, à la manière des frères Dardenne, mais sans jamais égaler la pertinence du regard de ces derniers. » « On pense effectivement à Rosetta, tant cette jeune "sœur courage" de 23 ans (Rahima/Marija Pikić) est dans le mouvement, se dévouant à toutes sortes de tâches ménagères. » « Avec ce portrait de femme complexe et réussi - déjà l'un des points forts de Premières Neiges - Aida Begić confirme son talent même si elle devra creuser un sillon plus singulier pour imposer sa patte. »